# Emmeline Lewis Lloyd
Emmeline Lewis Lloyd (18 novembre 1827 – 22 settembre 1913) è stata un'alpinista britannica, nota per aver compiuto, insieme a Isabella Straton e alle guide Joseph Simond e Jean Charlet, la prima ascensione dell'Aiguille du Moine.

## Biografia
Emmeline Lewis-Lloyd nacque il 18 novembre 1827 nel Galles, secondogenita di Thomas Lewis Lloyd e Anna Eliza Davies. La sua famiglia possedeva un maniero a Nantgwyllt, nella valle del fiume Elan nel Galles centrale, area che è stata allagata all'inizio del XX secolo in seguito alla realizzazione di dighe per la creazione di bacini idrici.
Dopo aver lasciato la casa dei genitori si stabilì in una fattoria a Llandyfaelog Fach, vicino a Brecon, dove allevava pony. Tra i suoi passatempi vi erano la pesca, la caccia alla lontra e le escursioni ed era inoltre famosa per il modo in cui raccontava dei propri viaggi e delle proprie imprese nell'arrampicata, in un'epoca in cui le donne scalatrici si contavano sulle dita di una mano.
Negli anni '60 e '70 del XIX secolo scalò diverse vette delle Alpi e dei Pirenei insieme alla connazionale Isabella Straton, e talvolta anche insieme a sua sorella minore Bessie Lewis-Lloyd. Insieme a Straton tentò, senza riuscirvi, la scalata del Cervino nel 1869 (la cui vetta era stata raggiunta per la prima volta solo quattro anni prima da Edward Whymper) e raggiunse con successo la cima del Monviso nel 1870.
Il 22 settembre 1871 Lowis-Lloyd e Straton compirono la prima scalata della Aiguille du Moine, vetta di 3412 metri del Massiccio del Monte Bianco, accompagnate dalle guide di Chamonix Joseph Simond e Jean-Estéril Charlet. In un'altra occasione raggiunse la vetta del Monte Bianco, diventando l'ottava donna a riuscirvi.